# برينت لاينغ
برينت لاينغ هو لاعب كرلنغ كندي، ولد في 10 ديسمبر 1978 في ميافورد في كندا.

## وصلات خارجية
- برينت لاينغ على موقع الاتحاد الدولي للكرلنغ (الإنجليزية)
- برينت لاينغ على موقع اللجنة الأولمبية الدولية (الإنجليزية)
- برينت لاينغ على موقع أوليمبيديا (الإنجليزية)
- برينت لاينغ على موقع اللجنة الأولمبية الكندية (الإنجليزية)